# Amerikaanse auto in 2009
Dit artikel geeft een overzicht van alle Amerikaanse en Australische personenwagens die op de markt kwamen in 2009. De auto's staan alfabetisch gerangschikt per merk.

## Noord-Amerika
| Acura |                  | concern:               | Honda Japan |
| Acura | divisie:         |                        |             |
| Acura | merk:            | Acura Verenigde Staten |             |
| Acura | model:           | ZDX                    |             |
| Acura | einde productie: | 2012                   |             |
| Acura | productieaantal: | 7191                   |             |

| Buick |                  | concern:                | General Motors Verenigde Staten |
| Buick | divisie:         |                         |                                 |
| Buick | merk:            | Buick Verenigde Staten  |                                 |
| Buick | model:           | LaCrosse (2e generatie) |                                 |
| Buick | einde productie: | 2016                    |                                 |
| Buick | productieaantal: | ?                       |                                 |

| Cadillac |                  | concern:                       | General Motors Verenigde Staten |
| Cadillac | divisie:         |                                |                                 |
| Cadillac | merk:            | Cadillac Verenigde Staten      |                                 |
| Cadillac | model:           | CTS Sport Wagon (2e generatie) |                                 |
| Cadillac | einde productie: | 2014                           |                                 |
| Cadillac | productieaantal: | ?                              |                                 |

| Cadillac |                  | concern:                                      | General Motors Verenigde Staten |
| Cadillac | divisie:         |                                               |                                 |
| Cadillac | merk:            | Cadillac Verenigde Staten                     |                                 |
| Cadillac | model:           | SRX (2e generatie)                            |                                 |
| Cadillac | einde productie: | 2016                                          |                                 |
| Cadillac | productieaantal: | ca. 390.000 (verkocht in de Verenigde Staten) |                                 |

| Chevrolet |                  | concern:                                                                       | General Motors Verenigde Staten |
| Chevrolet | divisie:         |                                                                                |                                 |
| Chevrolet | merk:            | Chevrolet Verenigde Staten                                                     |                                 |
| Chevrolet | model:           | Camaro coupé (5e generatie)                                                    |                                 |
| Chevrolet | einde productie: | 2015                                                                           |                                 |
| Chevrolet | productieaantal: | ca. 560.000 (verkocht in de Verenigde Staten; inclusief de cabriolet uit 2011) |                                 |

| Chevrolet |                  | concern:                                                                                     | General Motors Verenigde Staten |
| Chevrolet | divisie:         |                                                                                              |                                 |
| Chevrolet | merk:            | Chevrolet Verenigde Staten                                                                   |                                 |
| Chevrolet | model:           | Cruze sedan (1e generatie; in Zuid-Korea ontwikkeld en verkocht als Daewoo Lacetti Premiere) |                                 |
| Chevrolet | einde productie: | 2016                                                                                         |                                 |
| Chevrolet | productieaantal: | ca. 4 miljoen wereldwijd                                                                     |                                 |

| Chevrolet |                  | concern:                                           | General Motors Verenigde Staten |
| Chevrolet | divisie:         |                                                    |                                 |
| Chevrolet | merk:            | Chevrolet Verenigde Staten                         |                                 |
| Chevrolet | model:           | Equinox (2e generatie)                             |                                 |
| Chevrolet | einde productie: | 2017                                               |                                 |
| Chevrolet | productieaantal: | ruim 1,7 miljoen (verkocht in de Verenigde Staten) |                                 |

| Chevrolet |                  | concern: | General Motors Verenigde Staten |
| Chevrolet | divisie:         | |                                 |
| Chevrolet | merk:            | Chevrolet Verenigde Staten                                                                                                |                                 |
| Chevrolet | model:           | Vectra (4e generatie; badge-engineered Opel Insignia A; enkel in Chili op de markt; vanaf 2013 als Opel Insigna verkocht) |                                 |
| Chevrolet | einde productie: | 2013 |                                 |
| Chevrolet | productieaantal: | ? |                                 |

| Ford |                  | concern:                                                                | onafhankelijk |
| Ford | divisie:         |                                                                         |               |
| Ford | merk:            | Ford Verenigde Staten                                                   |               |
| Ford | model:           | SVT Raptor (1e generatie; sportieve variant van de 12e generatie F-150) |               |
| Ford | einde productie: | 2014                                                                    |               |
| Ford | productieaantal: | ?                                                                       |               |

| Ford |                  | concern:                                      | onafhankelijk |
| Ford | divisie:         |                                               |               |
| Ford | merk:            | Ford Verenigde Staten                         |               |
| Ford | model:           | Taurus (6e generatie)                         |               |
| Ford | einde productie: | 2019                                          |               |
| Ford | productieaantal: | ca. 500.000 (verkocht in de Verenigde Staten) |               |

| GMC |                  | concern:                                | General Motors Verenigde Staten |
| GMC | divisie:         |                                         |                                 |
| GMC | merk:            | GMC Verenigde Staten                    |                                 |
| GMC | model:           | Terrain suv (1e generatie)              |                                 |
| GMC | einde productie: | 2017                                    |                                 |
| GMC | productieaantal: | ca. 750.000 (verkocht in Noord-Amerika) |                                 |

| Lincoln |                  | concern:                                 | Ford Motor Company Verenigde Staten |
| Lincoln | divisie:         |                                          |                                     |
| Lincoln | merk:            | Lincoln Verenigde Staten                 |                                     |
| Lincoln | model:           | MKT cuv (1 generatie)                    |                                     |
| Lincoln | einde productie: | 2019                                     |                                     |
| Lincoln | productieaantal: | 53.032 (verkocht in de Verenigde Staten) |                                     |

| Pontiac |                  | concern: | General Motors Verenigde Staten |
| Pontiac | divisie:         | |                                 |
| Pontiac | merk:            | Pontiac Verenigde Staten |                                 |
| Pontiac | model:           | G3 sedan / vijfdeurhatchback (badge-engineered 1e generatie Daewoo Kalos die in de meeste landen als Chevrolet Kalos werd verkocht; eerder sinds 2002 als Chevrolet Aveo5 verkocht in de Verenigde Staten en 2003 als Pontiac Wave in Canada; in de Verenigde Staten werd enkel de hatchback verkocht; het eerste jaar heette het model in Canada G3 Wave) |                                 |
| Pontiac | einde productie: | 2009 |                                 |
| Pontiac | productieaantal: | ca. 6–7000 |                                 |

## Latijns-Amerika
| Chevrolet |                  | concern:                                                                  | General Motors Verenigde Staten |
| Chevrolet | divisie:         | General Motors do Brasil Brazilië                                         |                                 |
| Chevrolet | merk:            | Chevrolet Verenigde Staten                                                |                                 |
| Chevrolet | model:           | Agile (gebaseerd op de 2e generatie Opel Corsa; verkocht in Zuid-Amerika) |                                 |
| Chevrolet | einde productie: | 2016                                                                      |                                 |
| Chevrolet | productieaantal: | 347.054                                                                   |                                 |

| Lincoln |                  | concern: | Ford Motor Company Verenigde Staten |
| Lincoln | divisie:         | |                                     |
| Lincoln | merk:            | Lincoln Verenigde Staten |                                     |
| Lincoln | model:           | Mark LT pick-up (2e generatie; badge-engineered luxueuzer variant van de 12e generatie Ford F-150; enkel in Mexico verkocht) |                                     |
| Lincoln | einde productie: | ca. 2014 |                                     |
| Lincoln | productieaantal: | ? |                                     |

## Australië
| Holden |                  | concern: | General Motors Verenigde Staten |
| Holden | divisie:         | |                                 |
| Holden | merk:            | Holden Australië |                                 |
| Holden | model:           | Cruze sedan (2e generatie; badge-engineered 1e generatie Chevrolet Cruze; de hatchback verscheen in 2011 en de stationwagen in 2013) |                                 |
| Holden | einde productie: | 7 oktober 2016 |                                 |
| Holden | productieaantal: | ? |                                 |